# Kalitta Air
Kalitta Air — американская грузовая авиакомпания, базирующаяся в городе Ипсиланти, Мичиган. Она выполняет регулярные и чартерные грузовые авиаперевозки. Её основная база — Willow Run Airport близ Ипсиланти.

## История
В 1967 Конрад «Конни» Калитта организовал бизнес по доставке автозапчастей двухмоторным самолётом Cessna 310, пилотируемым им самим. Вскоре его компания стала называться American International Airways. Она начала полёты в 1984 году используя самолёты Boeing 747, Lockheed L-1011, Douglas DC-8 и другие для нерегулярных грузовых, медицинских и чартерных перевозок. В 1990 и 1991 годах American International Airways выполнила 600 полётов для поддержки военной операции «Буря в пустыне» на Ближнем Востоке.
В 1997 году AIA слилась с Kitty Hawk Inc. и Конрад Калитта стал главой Kalitta Leasing (покупка, продажа и лизинг больших воздушных судов). В апреле 2000 года Kitty Hawk International (бывшая American International Airways) прекратила работу. Калитта решил спасти проект и новая авиакомпания Kalitta Air начала полёты в ноябре того же года, используя сертификаты и документацию Kitty Hawk.
Kalitta Air оперирует также большим ремонтным центром в Oscoda-Wurtsmith Airport (округ Иоско, штат Мичиган).

## Флот

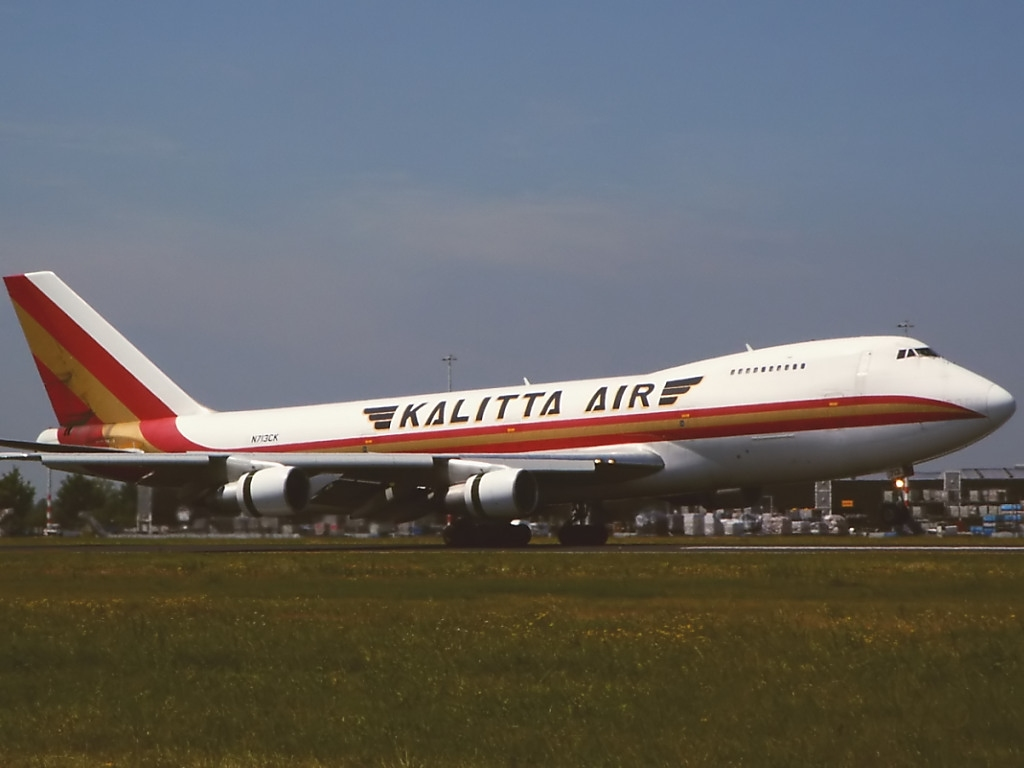
«Боинг-747» авиакомпании Kalitta Air приземляется в амстердамском аэропорту Схипхол.

В июле 2021 года флот Kalitta Air состоял из 41 самолёта, средний возраст которых 21,7 года: